# Governador-Geral da Coreia

Selo do Governo Geral da Coreia.

O governador-geral de Chōsen (em japonês:  朝鮮総督, transl. Chōsen Sōto; em coreano:  조선총독) era o administrador chefe do governo colonial japonês na Coreia entre 1910 e 1945.
O cargo de governador-geral de Chōsen foi estabelecido pouco após o Império Coreano ser formalmente anexado pelo Império do Japão no Tratado de Anexação Japão-Coreia em 1910, substituindo o título de Residente-Geral. O governador-geral de Chōsen era escolhido em Tóquio, sendo responsável perante o Imperador do Japão, e era encarregado de lidar com os assuntos coloniais, incluindo infraestrutura, justiça e a supressão da liberdade de expressão e do Movimento de Independência da Coreia.